# Pfarrkirche Oberweiden

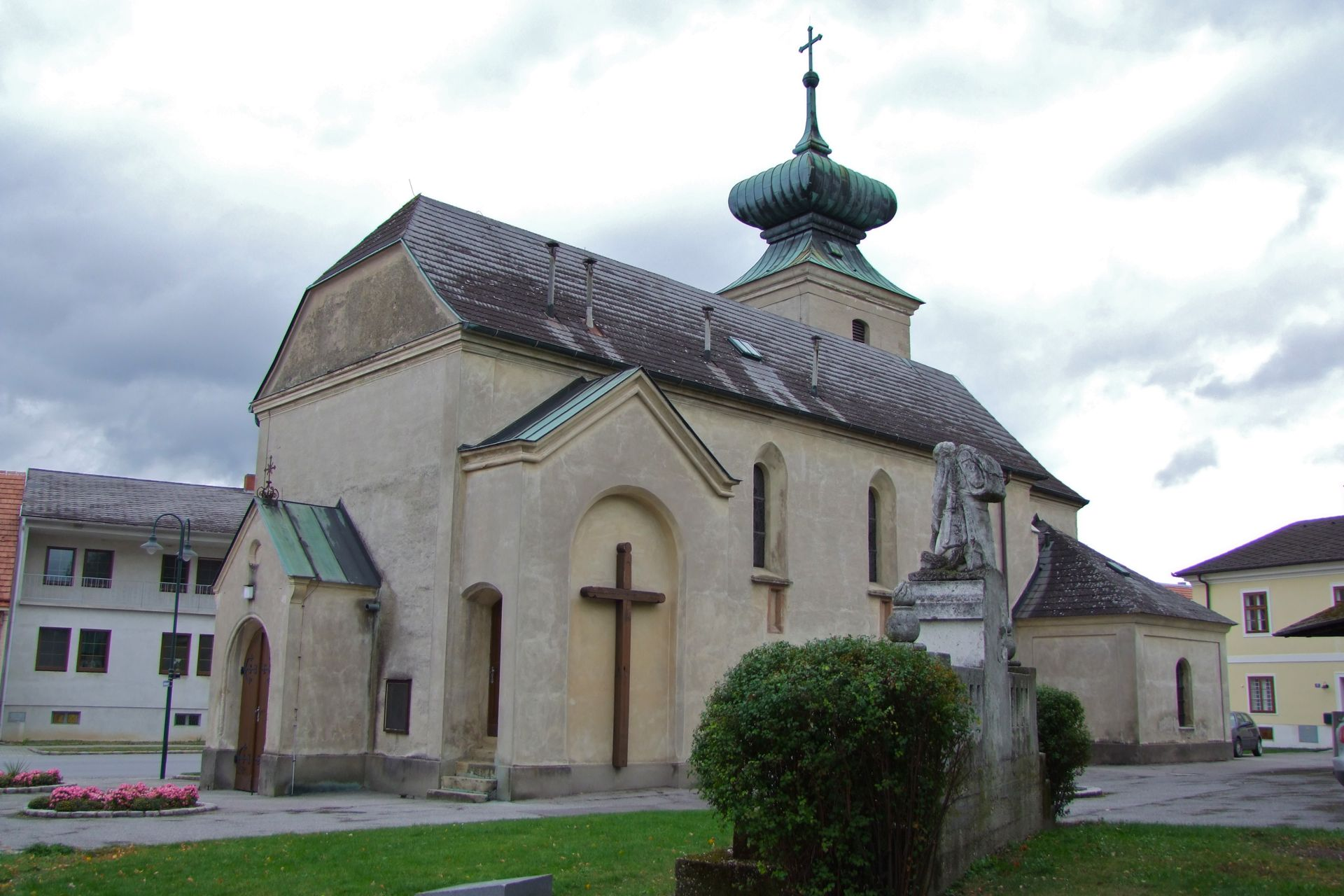
Kath. Pfarrkirche hl. Leopold in Oberweiden

Die römisch-katholische Pfarrkirche Oberweiden steht in der Ortschaft Oberweiden in der Gemeinde Weiden an der March im Bezirk Gänserndorf in Niederösterreich. Sie ist dem heiligen Leopold geweiht und gehört zum Dekanat Gänserndorf im Vikariat Unter dem Manhartsberg der Erzdiözese Wien. Das Bauwerk steht unter Denkmalschutz.

## Lagebeschreibung
Die ehemalige Wehrkirche steht im Ortszentrum von Oberweiden. Ursprünglich war sie von einem Friedhof umgeben.

## Geschichte
Vor 1300 wurde bereits ein Vikariat gegründet. Der gotische Chor und das Langhaus wurden im 14. Jahrhundert errichtet. Die Pfarre wird 1345 erstmals urkundlich erwähnt. 1656 wurde die Pfarre errichtet und dem Stift Melk inkorporiert. In der ersten Hälfte des 18. Jahrhunderts wurde die Kirche barockisiert. 1802 erhielt der Kirchturm eine neue Bekrönung und 1869 wurde das Langschiff Richtung Westen um ein Schiffsjoch erweitert.

## Kirchenbau

### Kirchenäußeres
Die Fassade der Kirche ist schlicht gegliedert. An die Westfassade schließt ein kleiner Vorbau mit Spitzgiebel an. An der Südseite schließt ein Aufgang zur Empore an. Am Langhaus ist ein umlaufendes Gesims. Die Langhauswände sind durch Spitzbogenfenster aus dem 19. Jahrhundert durchbrochen. An der Südfassade wurden gotische Rechteckfenster freigelegt. Der gotische Chor ist leicht versetzt und durch kräftige Strebepfeiler gegliedert. Die Spitzbogenfenster im Chor sind gotisch. Das Fenster an der Ostseite ist vermauert. An den Chor schließt im Norden ein im Kern romanischer mächtiger Kirchturm an. Zum Teil wurde das Quadermauerwerk freigelegt. Im Erdgeschoß des Turmes ist ein kleines gotisches Spitzbogenfenster, das zur ehemaligen Sakristei gehört. Darüber ist das Glockengeschoß mit barocken Schallfenstern und ein großer Zwiebelhelm. Südlich des Chores schließt die barocke Sakristei an.

### Kircheninneres
Das Langhaus ist vierjochig. Darüber ist ein barockes Kreuzgewölbe mit Schlusssteinen das auf kräftigen Wandpfeilern lagert. Die schlichte Orgelempore ist mit preußischem Kappengewölbe unterwölbt. Der Triumphbogen ist schmal ausgeführt. Der gotische Chor ist kreuzrippengewölbt und endet in einem 5/8-Schluss. Im nördlich gelegenen Turmerdgeschoß, der ehemaligen Sakristei, befindet sich heute die Taufkapelle. Diese ist ein kleiner quadratischer Raum mit Tonnengewölbe. Darin stehen der Taufstein aus dem Jahr 1616 und das Weihwasserbecken von 1695.
Die Glasfenster wurden 1896 und 1930 geschaffen. Die Fenster von 1930 stammen von der Firma Geyling.

## Ausstattung
Die neogotische Ausstattung stammt aus der zweiten Hälfte des 19. Jahrhunderts. Der reich dekorierte Hochaltar stammt aus dem Jahr 1867. Das Altarblatt von 1841 zeigt den heiligen Leopold und wurde von Erasmus Engert gemalt. Das Bild wird von Figuren der Heiligen Sebastian und Rochus flankiert. Im gesprengten Aufsatz darüber ist eine Marienstatue mit Kind sowie zwei Engel dargestellt. Auf dem kleinen Seitenaltar steht eine Marienfigur. Die Kreuzwegbilder entstanden Ende des 19. Jahrhunderts, ebenso die Orgel mit 8 Registern.